# Aerials (Lied)
Aerials (englisch für „Antennen“) ist ein Lied der US-amerikanischen Alternative-Metal-Band System of a Down. Der Song erschien am 27. August 2001 auf ihrem zweiten Studioalbum Toxicity und wurde am 10. Juni 2002 als dritte Single aus diesem veröffentlicht.

## Inhalt
Aerials handelt vom Kreislauf des Lebens, das mit einem Wasserfall verglichen wird. Dabei wird die materialistische Gesellschaft kritisiert, in der die Menschen immer weiter streben und nie zufrieden sind, während das Leben an ihnen vorbeizieht. Nur wer die negativen Gedanken ablege, erlange wirkliche Freiheit.

“And we are the ones that wanna choose

Always wanna play, but you never wanna lose, oh

Aerials in the sky

When you lose small mind, you free your life”

## Produktion
Das Lied wurde von dem US-amerikanischen Musikproduzenten Rick Rubin zusammen mit System-of-a-Down-Mitglied Daron Malakian produziert. Letzterer fungierte neben System-of-a-Down-Sänger Serj Tankian auch als Autor.

## Musikvideo
Bei dem zu Aerials in Hollywood gedrehten Musikvideo führten System-of-a-Down-Mitglied Shavo Odadjian und David Slade Regie. Es verzeichnet auf YouTube über 470 Millionen Aufrufe (Stand: September 2024). Das Video zeigt einen Jungen mit deformiertem Gesicht, der in verschiedenen Szenen mit unterschiedlichen Menschen zu sehen ist. So fährt er mit zwei Frauen und einem Mann in einem Cabrio durch die Stadt und wird auf einem roten Teppich von zahlreichen Journalisten interviewt, während er offensichtlich verärgert ist. Anschließend findet ein Fotoshooting mit ihm und mehreren Models statt, wobei sie mit Geld überschüttet werden und sich freuen. Dazwischen sind wiederkehrend System of a Down zu sehen, die den Song in der Manege eines großen Zirkuszelts spielen. Am Ende legt sich der Junge erschöpft auf den Boden der Manege.

## Single

### Covergestaltung
Das Singlecover ist in roten Farbtönen gehalten und zeigt die Luftaufnahme einer Landschaft, wobei Felder, Straßen, Wälder und Häuser zu erkennen sind. Im Vordergrund befindet sich der graue Titel Aerials, während der weiße Schriftzug System of a Down am oberen Bildrand steht.

### Titellisten
Single
1. Aerials – 3:57
2. Toxicity (Live) – 4:51

Maxi
1. Aerials – 3:57
2. Toxicity (Live) – 4:51
3. Sugar (Live) – 4:04
4. P.L.U.C.K. (Live) – 4:07
5. Aerials (Live-Video) – 4:03

### Chartplatzierungen
Aerials stieg am 12. August 2002 auf Platz 80 in die deutschen Singlecharts ein und belegte in den folgenden Wochen die Ränge 83 und 81. Insgesamt hielt sich der Song sechs Wochen lang in den Top 100. Erfolgreicher war die Single mit Position 55 und 20 Chartwochen in den Vereinigten Staaten sowie mit Platz 34 und zwei Wochen im Vereinigten Königreich.
| ChartsChartplatzierungen       | Höchstplatzierung | Wochen |
| ------------------------------ | ----------------- | ------ |
| Deutschland (GfK)              | 80 (6 Wo.)        | 6      |
| Vereinigte Staaten (Billboard) | 55 (20 Wo.)       | 20     |
| Vereinigtes Königreich (OCC)   | 34 (2 Wo.)        | 2      |

### Auszeichnungen für Musikverkäufe
Aerials wurde 2022 in den Vereinigten Staaten mit Doppel-Platin für über zwei Millionen Verkäufe ausgezeichnet. 2025 erhielt es im Vereinigten Königreich für mehr als 400.000 verkaufte Einheiten eine Goldene Schallplatte.
| Land/Region                  | Auszeichnungen für Musikverkäufe (Land/Region, Auszeichnung, Verkäufe) | Verkäufe  |
| ---------------------------- | ---------------------------------------------------------------------- | --------- |
| Italien (FIMI)               | Gold                                                                   | 50.000    |
| Neuseeland (RMNZ)            | Platin                                                                 | 30.000    |
| Spanien (Promusicae)         | Gold                                                                   | 30.000    |
| Vereinigte Staaten (RIAA)    | 2× Platin                                                              | 2.000.000 |
| Vereinigtes Königreich (BPI) | Gold                                                                   | 400.000   |
| Insgesamt                    | 3× Gold · 3× Platin ·                                                  | 2.510.000 |

Bei den Grammy Awards 2003 wurde der Song in der Kategorie Best Hard Rock Performance nominiert, unterlag jedoch All My Life von den Foo Fighters.